# Oh, You Tony!
Pour plus de détails, voir Fiche technique et Distribution.
Oh, You Tony!est une comédie américaine de 1924 réalisée par John G. Blystone et écrite par Donald W. Lee.

## Fiche technique
- Réalisation : John G. Blystone
- Scénario : Donald W. Lee
- Production : Fox Film
- Pays de production :  États-Unis
- Durée :
- Date de sortie : 1924

## Distribution
- Tom Mix
- Claire Adams
- Dick La Reno
- Earle Foxe
- Dolores Rousse
- Charles K. French